# Triuridaceae
Las triuridáceas (nombre científico Triuridaceae) son una familia de plantas monocotiledóneas perteneciente al orden Pandanales. Son en general pequeñas saprófitas sin clorofila y micoheterotróficas, con pequeñas flores que tienen tépalos punteados y muchos carpelos separados, y el fruto con una superficie muy irregular. Poseen una distribución pantropical, si bien están escasamente representadas en África. La familia es reconocida por sistemas de clasificación modernos como el sistema de clasificación APG III (2009) y el APWeb (2001 en adelante), sistemas en los cuales después de los análisis moleculares de ADN se determinó que pertenecían sin lugar a dudas al orden Pandanales.

## Taxonomía
La familia fue reconocida por el APG III (2009), el Linear APG III (2009) le asignó el número de familia 47. La familia ya había sido reconocida por el APG II (2003).
La lista de géneros, según el APWeb (visitado en enero del 2009):
- Andruris Schltr.
- Lacandonia E.Martínez & Ramos
- Peltophyllum Gardner (sin. Hexuris Miers)
- Sciaphila Blume (sin. Hyalisma Champion)
- Seychellaria Hemsl.
- Soridium Miers
- Triuridopsis H.Maas & Maas
- Triuris Miers (sin. Lacandonia E.Martínez & Ramos)

Géneros antiguos que son sinónimos de otros taxones, según el APWeb (visitado en enero del 2009):
- Hexuris Miers (SUS) = Peltophyllum Gardner
- Hyalisma Champ. = Sciaphila Blume